# Rabensburg
Rabensburg – gmina targowa w Austrii, w kraju związkowym Dolna Austria, w powiecie Mistelbach. Liczyła 1 098 mieszkańców (1 stycznia 2014).